# 吳達偉
吳達偉（Ng Tat Wai，1947年9月5日—），是一名已退役馬來西亞男子羽球運動員，出生於檳城。
吳達偉曾代表馬來西亞參加了1970年湯姆斯盃，在對陣印尼的決賽中，他與陳奕芳搭檔雙打，先以9:15、11:15輸給梁海量/謝全新組合，隨後又以15:10、16:18、10:15輸給謝健新/張敬源組合。
他也曾獲得1970年大英國協運動會男子雙打銀牌（1970年），1970年亞洲運動會男子團體銅牌和1971年東南亞運動會混合雙打金牌。1972年，他在贏得馬來西亞全國男子雙打冠軍。
結束職業球員生涯後，他擔任教練工作。